# 775
775 (DCCLXXV) var ett normalår som började en söndag i den julianska kalendern.

## Händelser

### Okänt datum
- Uppskattning: Bagdad, huvudstad i Abbasidernas rike, blir världens största stad, och övertar ledningen från Chang'an, vid denna tid huvudstad i Kina.[1]
- Leo IV efterträder Konstantin V som bysantinsk kejsare.

## Födda
- Leo V, kejsare av Bysantinska riket.
- Rotrude, prinsessa av Frankerriket.

## Avlidna
- 14 september – Konstantin V, bysantinsk kejsare.
- Ruyuan, kinesisk abbedissa och teolog.

### Fotnoter
1. ↑  ”Geography”. Arkiverad från originalet den 18 augusti 2016. https://web.archive.org/web/20160818124242/http://geography.about.com/library/weekly/aa011201a.htm. Läst 31 augusti 2008.